# Пазирикський килим
 Пазирикський килим  — археологічна знахідка в кургані Пазирик на Алтаї, Росія. Найстаріший з нині існуючих ворсових килимів світу.

## Віднайдення
Ще у 1929 р. двоє російських вчених — археологи Сергій Руденко та Михайло Грязнов розпочали археологічне дослідження курганів на східному кордоні Росії з Монголією (Гірський Алтай). Дослідження тривали — і в 1949 р. при розкопках п'ятого пазирикського кургану виявлено багате поховання, не пограбоване злодіями.
Особливості побудови поховальних комор зі зміцненими стінами та порожниною всередині сприяли проникненню вологи та утворенню льоду, в якому консервувались органічні речовини, які зазвичай перегнивали. Тому в Пазирикських курганах були знайдені муміфіковані тіла небіжчиків, тварин (коней), повстяні прикраси, фрагменти одягу і килими.

## Опис Пазирикського килиму

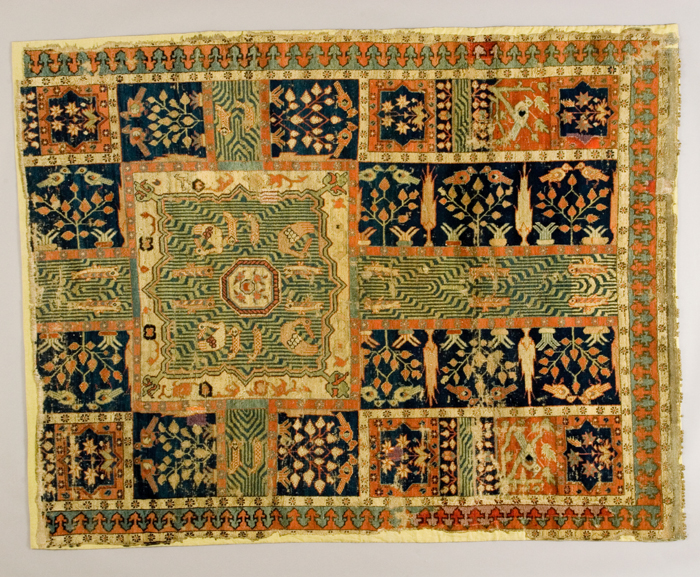
Залишки перського килиму 17 ст. (Ісфаган). Польща, Краків, Національний музей.

До найкращих знахідок у П'ятому Пазирикському курган належав добре збережений килим. Розвиток археологічних та реставраційних технологій на той час вдало збігся з органічними знахідками, що надало можливість з мінімальними пошкодженнями вивезти знахідки та реставрувати їх. Невеликі втрати килиму не пошкодили його первісної композиції, яка добре розпізнається на збережених частинах. До знахідки 1949 р. найстарішими килимами були тільки зразки 13 століття. Вони теж мали пошкодження через побутове використання. Погано збережені навіть зразки 17-18 століть, але їх значна мистецька вартість робить їх коштовними і бажаними музейними експонатами.
Пазирикський килим має форму, наближену до квадрату. Неширокий бордюр через низку менших квадратів веде до центральної ділянки, яка рясно прикрашена стилізованими квітками (зірками ?).
Мистецьку вартість килиму оцінюють
- за оригінальністю композиції,
- за колористичною гамою
- за кількістю вузлів на квадратний дециметр чи метр. За всіма цьома покажчиками Пазирикський килим має вищій щабель.

При дослідженні дещо збряклих кольорів під мікроскопом виявлені нитки охристих, червоних, зеленуватих, жовтуватих кольорів, що свідчить про більшу первісну яскравість і колористичне багатство твору.

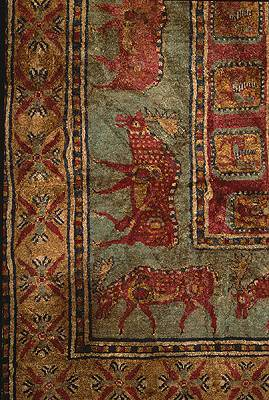
Лосі на пасовиську, фрагмент килиму.

Кількість вузлів Пазирикського килиму на один кв. метр сягає 360.000, що є відмінним показником.
За вузьким зовнішнім бордюром створена процесія стилізованих вершників на червоному тлі — по сім з кожного боку. Новий бордюр зі стилізованими розетками на жовтуватому тлі — передує зображенню лосів на пасовиську. Напрям руху лосів має зустрічний характер по відношенню до руху вершників. Центр килиму утворюють двадцять чотири квадрати з хрещатими розетками на червоному тлі.

## Наукові теорії
Створено декілька наукових теорій щодо походження Пазирикського килиму. Ясно лише одне — він не міг бути створеним на Алтаї, а має південно-азійське походження, де були розташовані відомі центри килимарства античних і домусульманських азійських держав. Навіть до 5 ст. до н. е. килимарство пройшло довгий шлях удосконалень і звершень, про що і свідчить майстерність створення Пазирикського килиму.
Швейцарський дослідник килимарства Стефан Мілхофер зазначав, що відомі бухарські та туркменські килими виконані у тій самий манері, що й Пазирикський килим і робив висновок, що виробниками Пазирикського килиму могли бути предки туркменських племен.